# Lucy Tyler-Sharman
Lucy Tyler-Sharman (n. 6 iunie 1965, Kentucky, SUA) este o ciclistă australiană, medaliată olimpică. A participat la o ediție a Jocurilor Olimpice (1996) în care a câștigat o medalie de bronz.

## Participări
Lista de mai jos prezintă principalele competiții la care a participat Lucy Tyler-Sharman de-a lungul carierei.
- cycling at the 1996 Summer Olympics – women's points race[*]